# Spermolepis castellanosii
Spermolepis castellanosii là một loài thực vật có hoa trong họ Hoa tán. Loài này được Prez-Mor. miêu tả khoa học đầu tiên.